# 瀬戸ローズ
瀬戸 ローズ（せと ろーず、10月8日 - ）は、日本のグラビアアイドル。女性アイドルグループ「sherbetNEO」の元メンバー。GDL Entertainment所属であったが、現在は同社のプロフィールから瀬戸の名前が消されている。愛称は「ロロピ」。
岩手県出身。2020第11回ミスヤングチャンピオン・グランプリ受賞。

## 略歴
現マネージャーにスカウトをされて「OfficeArtistaward」に所属、芸能活動を始める。ライブ動画配信サイト「マシェバラ」を通じてTOKYO MXにて放送していた「東京オーディション［仮］」の出演権を得て、約4ヶ月間出演した。
2019年夏より「ミスFLASH2020」に新人グラビアアイドルとして下剋上を掲げて挑み、ファイナリストとして善戦するもグランプリを逃す。
2020年3月31日に「OfficeArtistaward」を退社し、同年4月1日に「GDL Entertainment」に所属する。同年、第11回「ミスヤングチャンピオン・オーディション」に挑戦し、見事グランプリを獲得。同時にイーネット・フロンティア賞をW受賞する。
女性アイドルグループ「sherbet」の妹分として結成された「sherbetNEO」の候補生として活動し、2021年8月2日に正式メンバーに選ばれる。
2023年1月9日に所属グループの活動終了を受けて、sherbetNEOを卒業した。

## 人物
- 黒髪で童顔。イメージとしては清楚系、美尻を推しながらグラビア活動中。
- 趣味は酒場放浪、お笑い、動画鑑賞、間取り図を見る。
- 特技は宇宙人ボイス、カラオケ、剣道、ずっと笑っている。

## 出演

### テレビ
- 東京オーディション［仮］（2019年1月14日 - 4月1日、TOKYO MX）
- 瀬戸ローズ 摘みたて薔薇尻（2021年5月3日、Vパラダイス）

### ラジオ
- 「GIRLS♥GIRLS♥GIRLS =RED ZONE= sherbetNEOの＃ねおらじ」FM FUJI（2021年7月7日 - 12月29日 全26回）

### グラビア
- 「FLASH」（2019年8月6日号、2019年9月17日号、2019年10月15日号） - ミスFLASH候補生として
- 「ヤングチャンピオン　NO.15」（2020年7月28日）
- 「ヤングチャンピオン　NO.16」（2020年8月11日）
- 「ヤングチャンピオン　NO.17」（2020年8月25日）
- 「ヤングチャンピオン　NO.18」（2020年9月8日）
- 「ヤングチャンピオン　NO.23」（2020年11月24日）
- 「別冊ヤングチャンピオン　12月号」（2020年12月15日）
- 「別冊ヤングチャンピオン　1月号」（2021年1月10日）
- 「ヤングチャンピオン　NO.2」（2021年1月12日）
- 「MEN'S DVD　2021年3月号」（2021年1月29日）
- 「芸能美女&女子アナ封印黒歴史大暴露スペシャル」（2021年1月）
- 「別冊ヤングチャンピオン　2021年3月号」（2021年3月15日）
- 「グラドル名鑑　2021　今、紙に残すべきオンナノコ100人。　東京Lily」（2021年3月29日）
- 「ヤングチャンピオン　NO.9」（2021年4月27日）
- 「ヤングチャンピオン烈　NO.5」（2021年5月30日）
- 「ヤングチャンピオン　NO.13」（2021年6月22日）
- 「週刊実話　五輪合併号　7/29・8/5合併号」（2021年7月29日）

## 作品

### DVD
- 摘みたて薔薇尻（2021年1月26日、イーネット・フロンティア）